# Seibertsbach (Wondreb)
Der Seibertsbach ist ein linker Zufluss der Wondreb im Landkreis Tirschenreuth. Der Bach entspringt auf etwa 630 m ü. NHN im Bergwald zwischen Roßkopf (725 m ü. NHN) im Nordwesten und Kleinem Teichelberg (708 m ü. NHN) im Südosten an der Stadtgrenze von Waldershof zur Gemeinde Pechbrunn und fließt zunächst auf dieser nordostwärts auf Pechbrunn zu. Er tritt dann bald ins Pechbrunner Gemeindegebiet ein und trennt darin Groschlattengrün links von Pechbrunn selbst, das überwiegend auf dem rechten Ufer steht. Um den südlich von Pechbrunn aufragenden Großen Teichelberg 685 m ü. NHN schlägt er dabei einen Nordbogen, unterquert nach den Häusern des Ortes die A 93 und fließt danach in Kleinmäandern in einem Wiesengrund südwest- bis südwärts unter Bergwäldern am Teichelberg und gegenüber. Er passiert, vor allem nachdem er auf die andere Seite der Autobahn zurückgewechselt ist, einige Weiher vor Oberteich und passiert dann, nach Übertritt aufs Stadtgebiet von Mitterteich, das Dorf Oberteich selbst am linken Ufer.
In inzwischen offener Landschaft kehrt er sich nach links auf östlichen bis nordöstlichen Lauf und unterquert dabei ein weiteres Mal vor Mitterteich die Autobahn. Nachdem er die Stadt selbst durchflossen hat, wird er von der B 299 gekreuzt und wechselt dann an deren Kriegermühle aufs Gebiet der Gemeinde Leonberg über. Wenig später mündet er auf 484 m ü. NHN von links in die Wondreb.